# Targon
Targon település Franciaországban, Gironde megyében. Lakosainak száma 2045 fő (2022. január 1.). Targon Faleyras, Soulignac, Bellebat, Blésignac, Capian, Ladaux, Montignac, Saint-Léon és La Sauve községekkel határos.

## Népesség
A település népessége az elmúlt években az alábbi módon változott:
| Lakosok száma | 1132 | 1435 | 1609 | 1862 | 1933 | 2047 | 2077 | 2054 | 2043 | 2045 |
|               | 1968 | 1982 | 1990 | 2006 | 2013 | 2015 | 2017 | 2019 | 2020 | 2022 |